# Христо Янев
Христо Ангелов Янев (роден на 4 май 1979 г. в град Казанлък) е бивш български футболист-национал, който по време на състезателната си кариера играе като атакуващ полузащитник и нападател.

## Кариера
Футболист номер 1 на ЦСКА за 2005 г. Има 139 мача за червените с отбелязани 59 гола, както и 8 мача и 3 гола за националния отбор на България по футбол. Шампион на България за 2003 и 2005 г. На 7 юли 2006 г. подписва двугодишен договор с френския втородивизионен Гренобъл, а трансферната сума е 350 000 евро През сезон 2007 – 08 отбора завършва на второ място в Лига 2 и печели промоция за елита на Франция. През лятото на 2009 г. договорът му изтича, а от клуба не му предлагат нов и Янев става свободен агент.
На 26 юни 2009 г. подписва договор за 3 години с Литекс Ловеч. Официален дебют за оранжевите прави на 1 август 2009 г. в мач за Суперкупата на България загубен от Левски с 0:1. С отбора на Литекс е двукратен Шампион на България през Сезон 2009 – 10 и 2010 – 11, както и носител на Суперкупата за 2010 година. През април 2012 г. в шампионатен мач срещу Монтана, след неспортсменска проява и последвал червен картон е отстранен от първия състав и изпратен от треньора Христо Стоичков да тренира с юношите на клуба. След края на сезона от клуба не предлагат нов договор на Янев и футболистът си тръгва като свободен агент. Подписва с ЦСКА (София), но след провала в евротурнирите е освободен от отбора. През септември разтрогва договорът си с „армейците“, и подписва с изпадналия от гръцката суперлига отбор на Панетоликос. След един сезон в Гърция се завръща в България и подписва договор със Славия (София). Янев прекратява състезателната си кариера в началото на 2014 г.

## Контузии
Получава тежка контузия в края на лятото на 2005 г., която му попречва да продължи добрата си игра от пролетта. Контузията го изважда от топ 10 на България.

## Треньорска кариера
В началото на януари 2015 г. Христо Янев е назначен за старши треньор на Миньор (Перник), който участва в Югозападната В група. Дебютира официално начело на „чуковете“ в първия пролетен кръг на 1 март, когато перничани побеждават с 4:1 Германея (Сапарева баня). През 2015 г. е ст. треньор на ЦСКА (София). През сезон 2015 – 2016 начело на ЦСКА, Янев има 39 официални мача като треньор за „червените“, от които 38 победи и едно равенство. Първият мач за областните квалификации за Купата на България започна на 19.08 след победа над отбора на София 2010 с 4:1. Във втория кръг на областните квалификации, ЦСКА победи трудно Септември с 1:0, с гол на Преслав Йорданов в добавеното време. В следващите два кръга „червените“ победиха Сарая и Ботев (Ихтиман), съответно с 11:0 и 5:0, и така влязоха в същинската част на турнира за Купата на България. На 23.09, на 1/16 финал „червените“ се наложиха с 3:1 над Нефтохимик. На осминафинал ЦСКА се справи с 2:0 като гост на Спартак (Плевен). На четвъртфинал ЦСКА се наложи с 3:0 на стадион „Българска армия“ срещу Созопол. На полуфинала срещу Берое, ЦСКА победи на два пъти с 2:0, и така се класира на финал, когато за последно спечели през 2011. През 2016 г. печели Купата на България и Югозападна В група с тимът на ЦСКА (София). На 21.08.2016 г. на извънредна пресконференция Христо Янев подава оставка като треньор на ЦСКА (София), ден след равенството с Пирин (Благоевград).
През 2018 г. Янев се завръща в ЦСКА заедно с Владимир Манчев но заема позицията на скаут в първия отбор.
На 1 май 2018 г. е назначен за временно като треньор на ЦСКА до края на сезона, след освобождаването на Стамен Белчев
На 4 октомври 2020 г. отново се завръща начело на Миньор (Перник). На 26 октомври 2022 г. поема Пирин Благоевград, който е участник в Първа Лига.